# Ängsvägstekel
Ängsvägstekel (Priocnemis agilis) är en stekelart som först beskrevs av William Edward Shuckard 1837. Ängsvägstekel ingår i släktet sågbenvägsteklar, och familjen vägsteklar. Enligt den finländska rödlistan är arten akut hotad i Finland. Enligt den svenska rödlistan 2010 var arten sårbar i Sverige. År 2020 var den istället rödlistad som Nära hotad, vilket var en förbättring.
Arten förekommer i Götaland och Öland. Arten har tidigare förekommit i Svealand men är numera lokalt utdöd. I Danmark har arten återfunnits både på Själland och på Jylland. I Norge har arten påträffats i Akershus 1994 och i Finland har enbart enstaka fynd rapporterats efter 1960. Vidare hittas arten inom Europa, dock ej i medelhavsområdet, österut mot Turkiet samt Centralasien.
Artens livsmiljö är torra gräsmarker.